# Rotterdam Records
Rotterdam Records — голландский лейбл, основанный Паулем Элстаком в 1992 году, выпускавший хардкор и габбер-музыку.
Основанный в Роттердаме в годы зарождения электронной хардкор-сцены, лейбл выпустил более ста релизов и, наряду с амстердамским Mokum Records и нью-йоркским Industrial Strength Records Ленни Ди, был одним из наиболее влиятельных лейблов на оригинальной габбер-сцене начала 1990-х.

## История

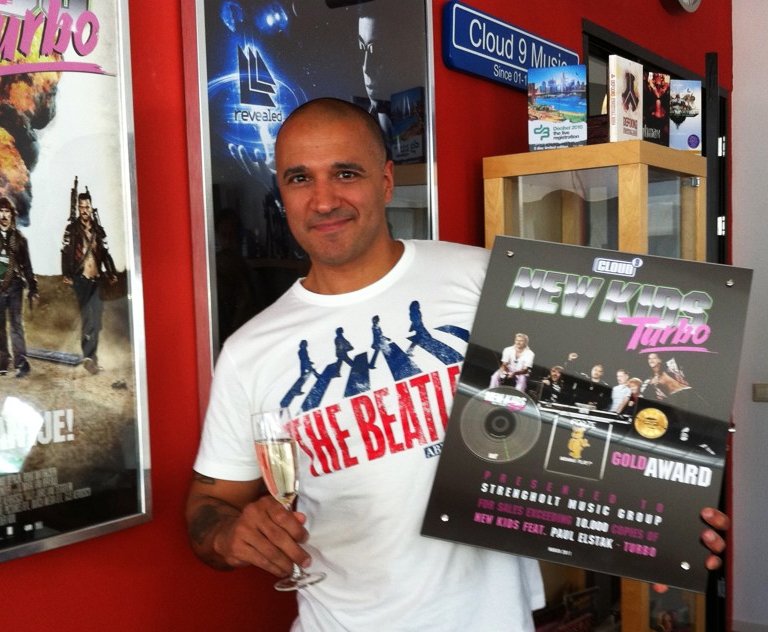
Основатель лейбла Элстак в 2011 году

Когда в 1992 году в роттердамском клубе Parkzicht образовалась габбер-сцена, Пауль Элстак, уже экспериментировавший с более жёсткой музыкой в таких группах, как Holy Noise, решил создать первый в истории хардкор/габбер звукозаписывающий лейбл.
Одним из ранних релизов лейбла была песня Poing группы Rotterdam Termination Source (Морис Стеенберген и Дэнни Шолте), которая заняла 2-е место в голландском Top 40 и стала всемирно известной. Лейбл также выпускал треки группы Euromasters, такие как «Amsterdam waar lech dat dan?» (с англ. — «Амстердам? Где это?»), которые разожгли соперничество с амстердамской музыкальной сценой.
В середине и конце 1990-х годов Элстак переключился на выпуск хэппи-хардкора и другой, более коммерческой музыки, что разозлило первоначальных фанатов лейбла, считавших что это вредит имиджу роттердамской хардкорной сцены. Это было началом коммерциализации лейбла, которая в конечном итоге привела к упадку габбера. Такие группы, как Nasenbluten, в связи с этим выпускали дисс-треки, например «Rotterdam Takes It Up the Ass» (с англ. — «Роттердам берёт в задницу»).
После почти 10 лет работы над лейблом, примерно в 2000-м году, Элстак покинул лейбл, чтобы основать новый — Offensive Records, под эгидой Rige Entertainment. Управление Rotterdam Records и его подлейблами перешло к DJ Neophyte и DJ Panic.
Деятельность лейбла прекратилась в 2012 году, когда материнская компания Mid-Town Records обанкротилась.
Лейбл возобновил свою работу в 2018 году, перейдя на выпуск цифровых релизов.